# Синий Остров
Синий Остров (бел. Сіні Востраў) — упразднённый посёлок в Даниловичском сельсовете Ветковского района Гомельской области Беларуси.
В результате катастрофы на Чернобыльской АЭС и радиационного загрязнения жители переселены в чистые места.

## География
Расположен в 14 км на северо-запад от Ветки, 13 км от железнодорожной станции Лазурная (на линии Жлобин — Гомель), 19 км к северу от Гомеля.

## Транспортная сеть
Транспортные связи по автомобильной дороге Даниловичи — Ветка.

## История
Основан в начале 1920-х годов переселенцами из соседних деревень на бывших помещичьих землях. В 1926 году в Уваровичском районе Гомельского округа, началась добыча торфа. В 1959 году входил в состав колхоза «Заря» (центр — деревня Пыхань).
С 29 ноября 2005 года исключён из данных по учёту административно-территориальных и территориальных единиц.

## Население
- 1926 год — 10 жителей (2 двора).
- 1959 год — 82 жителя.
- 1990-е — 2 жителя.
- 1990-е — жители переселены.